# Картамак
Картама́к (рос. Картамак, башк. Ҡартамаҡ) — село у складі Буздяцького району Башкортостану, Росія. Входить до складу Тавларовської сільської ради.
Населення — 283 особи (2010; 332 у 2002).
Національний склад:
- татари — 65 %
- башкири — 35 %